# Montana Moon
Montana Moon is een Amerikaanse muziekfilm uit 1930 onder regie van Malcolm St. Clair.

## Verhaal
De rijke Joan stapt van de trein die haar van New York naar Montana Moon vervoert, met de bedoeling weer terug te gaan naar de grote stad. Onderweg ontmoet ze cowboy Larry, met wie ze niet veel later trouwt. Echter, wanneer ze op haar huwelijksnacht Jeff zoent en Larry hierachter komt, gaan ze al snel uit elkaar. Op haar terugreis wordt ze ontvoerd door bandieten, die blijken te werken voor Larry.

## Rolverdeling
| Acteur            | Personage                   |
| ----------------- | --------------------------- |
| Joan Crawford     | Joan 'Montana' Prescott     |
| Johnny Mack Brown | Larry Kerrigan              |
| Dorothy Sebastian | Elizabeth 'Lizzie' Prescott |
| Benny Rubin       | Dokter Bloom                |
| Cliff Edwards     | Froggy                      |
| Ricardo Cortez    | Jeffrey 'Jeff' Pelham       |
| Karl Dane         | Hank                        |
| Lloyd Ingraham    | Mr. John Prescott           |